# System Center Configuration Manager
Pour les articles homonymes, voir SCCM.
 (janvier 2021).
Si vous disposez d'ouvrages ou d'articles de référence ou si vous connaissez des sites web de qualité traitant du thème abordé ici, merci de compléter l'article en donnant les références utiles à sa vérifiabilité et en les liant à la section « Notes et références ».
System Center Configuration Manager (anciennement Microsoft Systems Management Server ou SMS) est un logiciel de gestion de systèmes édité par Microsoft. Il est destiné à gérer de grands parcs d’ordinateurs sur systèmes Windows. Il permet la prise de main à distance, la gestion de correctifs, l’automatisation de tâches, la télédistribution d’applications, l’inventaire matériel et logiciel, la gestion de la conformité et l’administration des politiques de sécurité. Une fonctionnalité optionnelle jusqu’à l’avant-dernière version est le déploiement de systèmes d’exploitation complets : elle reposait sur SMS2003 sur le Feature Pack OS Deployment, et est désormais intégrée dans la version actuelle System Center Configuration Manager 2012 R2.
System Center Configuration Manager (ou SCCM) utilise WMI.

## Historique
Il y a eu quatre versions majeures. Les versions 1.x définissaient le périmètre de gestion des serveurs en termes de domaines NT. Depuis les versions 2.x, ce périmètre a été étendu aux sous-réseaux à gérer ensemble. La version 2003 a introduit la possibilité de définir des sites Active Directory. La version (SCCM2007) conserve ces possibilités.
Une différence majeure entre les versions 2.x et 2003 est l’introduction du client avancé. Celui-ci communique avec un point de gestion (Management Point) qui est capable de gérer jusqu’à 25 000 clients avancés. Ce client répond à la problématique des postes nomades (portables par exemple) qui sont susceptibles de se connecter au réseau de l’entreprise depuis différents sites (ce qui est intitulé « itinérance »). Si un tel client n’est pas sur son site, il doit continuer de recevoir les informations de son serveur, mais pas nécessairement télécharger ce qui lui est destiné depuis ce même serveur. Un client avancé sur un site qui n’est pas le sien peut utiliser un point de distribution local afin de limiter l’impact sur l’utilisation de la bande passante.
System Center Configuration Manager 2007 a été annoncée au Microsoft Management Summit en avril 2005 et est disponible en anglais depuis fin 2007 et en français depuis le premier trimestre 2008.
System Center Configuration Manager 2012 RTM a été annoncée au Microsoft Management Summit 2012. Le SP1 est sorti en janvier 2013 afin notamment d'assurer le support de Windows 8, Windows Server 2012 et Linux.
System Center Configuration Manager 2016 a rendu le déploiement et la gestion de Windows plus simples que jamais grâce aux nouvelles améliorations, notamment la prise en charge des dernières fonctions de Windows 10, la mise à niveau sur place de Windows, des mises à jour plus fréquentes et plus simples, un portail utilisateur final unifié et la gestion des appareils mobiles (MDM) en local.

## Versions
- Systems Management Server 1.0 publié en 1994
- Systems Management Server 1.1 publié en 1995
- Systems Management Server 1.2 publié en 1996
- Systems Management Server 2.0 publié en 1999
- Systems Management Server 2003 publié en 2003
- Systems Management Server 2003 R2 publié en 2003

Systems Management devient une suite nommée System Center

- System Center Configuration Manager  2007
  - RTM publié en 2007
- System Center Configuration Manager 2007 R2
  - RTM publié en 2008
- System Center Configuration Manager 2007 R3
  - RTM publié en 2010

- System Center Configuration Manager 2012
  - RTM version 5.00.7711.0000 publié en 2011

- System Center Configuration Manager 2012 avec Service Pack 1
  - RTM version 5.00.7804.1000 publié en 2013	
    - CU1 version 5.00.7804.1202
    - CU2 version 5.00.7804.1300
    - CU3 version 5.00.7804.1400
    - CU4 version 5.00.7804.1500
    - CU5 version 5.00.7804.1600

- System Center Configuration Manager 2012 R2
  - RTM version 5.00.7958.1000 publié en 2013
    - CU1 version 5.00.7958.1203
    - CU2 version 5.00.7958.1303
    - CU3 version 5.00.7958.1401
    - CU4 version 5.00.7958.1501
- System Center Configuration Manager 1511, publié en novembre 2015 avec le support de Windows 10[1]
- System Center Configuration Manager 1602, publié en mars 2016
- System Center Configuration Manager 1606, publié en juillet 2016
- System Center Configuration Manager 1610, publié en novembre 2016
- System Center Configuration Manager 1702, publié en mars 2017
- System Center Configuration Manager 1706, publié en juillet 2017
- System Center Configuration Manager 1710, publié en novembre 2017
- System Center Configuration Manager 1802, publié en mars 2018
- System Center Configuration Manager 1806, publié en juillet 2018
- System Center Configuration Manager 1810, publié en novembre 2018
- System Center Configuration Manager 1902, publié en mars 2019
- System Center Configuration Manager 1906, publié en juillet 2019
- System Center Configuration Manager 1910, publié en décembre 2019